# Saint-Avit-Rivière
Saint-Avit-Rivière ist eine französische Gemeinde im Département Dordogne in der Region Nouvelle-Aquitaine. Sie hat eine Fläche von 14,00 km² und 89 Einwohner (2022).
Nachbargemeinden sind: Bouillac, Saint-Pardoux-et-Vielvic, Pays de Belvès,  Saint-Marcory, Saint-Romain-de-Monpazier und Montferrand-du-Périgord.

## Bevölkerungsentwicklung
| Jahr                      | 1962 | 1968 | 1975 | 1982 | 1990 | 1999 | 2005 | 2010 | 2015 | 2019 |
| ------------------------- | ---- | ---- | ---- | ---- | ---- | ---- | ---- | ---- | ---- | ---- |
| Einwohner                 | 117  | 102  | 69   | 71   | 78   | 73   | 85   | 78   | 77   | 81   |
| Quelle: Cassini und INSEE |      |      |      |      |      |      |      |      |      |      |

## Sehenswürdigkeiten
- Kirche St-Avit (Monument historique), erbaut im 14. Jahrhundert

## Weblinks

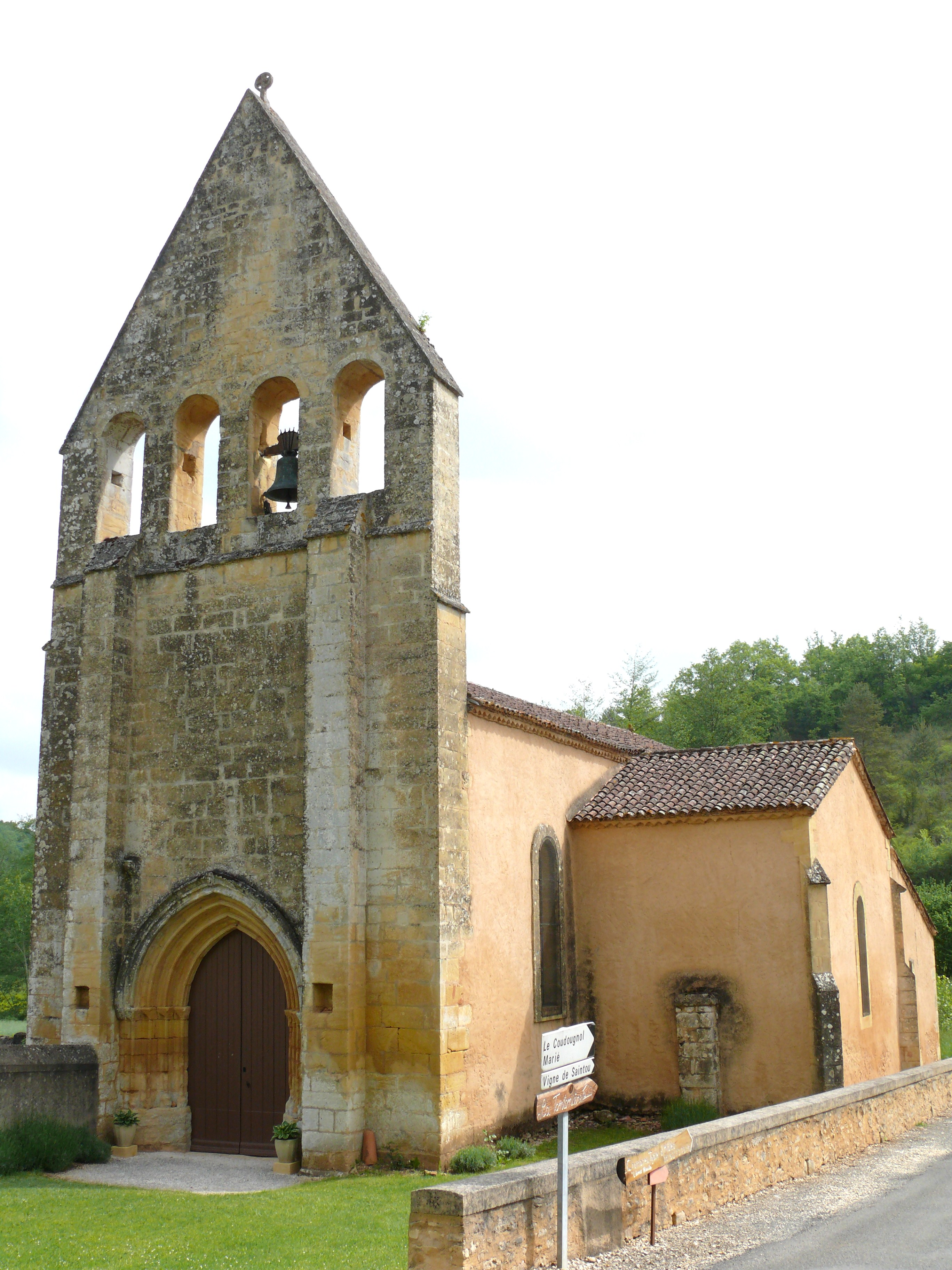
Kirche St-Avit